# Verbascum arbelense
Verbascum arbelense är en flenörtsväxtart som beskrevs av Joseph Friedrich Nicolaus Bornmüller. Verbascum arbelense ingår i släktet kungsljus, och familjen flenörtsväxter. Inga underarter finns listade i Catalogue of Life.